# Ken Sugimori
Ken Sugimori (杉森建?; Tokyo, 27 gennaio 1966) è un disegnatore giapponese.

## Carriera
Amico di Satoshi Tajiri, è il responsabile di gran parte della parte grafica dei Pokémon. Ha disegnato da solo quasi tutti i primi 251 Pokémon (da Pokémon Rubino e Zaffiro in poi, venne affiancato per il disegno dei Pokémon da altri grafici). Inoltre, è il responsabile del disegno dei principali personaggi del videogioco, come Rosso, Blu e vari capipalestra.
Anche la grande maggioranza delle prime edizioni delle carte del Pokémon Trading Card Game è opera sua. Infine, ha contribuito al disegno dei Pokémon nei videogiochi Super Smash Bros. e Super Smash Bros. Melee. Oltre ai Pokémon, ha realizzato il design dei personaggi di Pulseman (SEGA, 1994) e di Drill Dozer (Nintendo, 2006), entrambi sviluppati da Game Freak.